# Saint-Jacques-des-Blats
Saint-Jacques-des-Blats é uma comuna francesa na região administrativa de Auvérnia-Ródano-Alpes, no departamento de Cantal. Estende-se por uma área de 32 km². Em 2010 a comuna tinha 316 habitantes (densidade: 9,9 hab./km²).